# Лямпа
Ля́мпа (рос. Лямпа) — присілок у складі Ачитського міського округу Свердловської області.
Населення — 157 осіб (2010, 194 у 2002).
Національний склад станом на 2002 рік: татари — 96 %.